# Ottenstein (Basse-Saxe)
Ottenstein est une municipalité allemande du land de Basse-Saxe, dans l'arrondissement de Holzminden. 